# Municipi de Simitli
El municipi de Simitli (búlgar: Община Симитли) és un municipi búlgar pertanyent a la província de Blagòevgrad, amb capital a la ciutat homònima. Es troba a nord-oest de la província, a 105 km al sud de Sofia.
L'any 2011 tenia 14.026 habitants, el 74,85 búlgars i el 3,5% gitanos. La capital municipal és Simitli, on hi viu 46,73% de la població municipal.

## Localitats
El municipi es compon de les següents localitats:
| - Simitli - Bréjani - Bréstovo - Dokatitchévo - Dolno Ossénovo - Gorno Ossénovo - Gradévo | - Jéléznitsa - Kroupnik - Métchkoul - Poléto - Rakitna - Sénokos | - Souchitsa - Soukhostrél - Tchérnitché - Troskovo |